# Debatte über die Aufnahme der deutschen Sprache ins Grundgesetz
Die Debatte über die Aufnahme der deutschen Sprache ins Grundgesetz ist die öffentliche Diskussion um Bemühungen für oder gegen die rechtliche Festschreibung der deutschen Sprache als Nationalsprache im Grundgesetz für die Bundesrepublik Deutschland (GG). Beide Anliegen werden von Vereinen und Initiativen sowie zahlreichen Politikern und anderen Personen des öffentlichen Lebens vertreten.

## Für und Wider einer Grundgesetzergänzung

### Unterschriftenliste an Bundestagspräsident Lammert
Eine Initiative für das Festschreiben der deutschen Sprache im Grundgesetz trat 2010 in Erscheinung, als der Verein deutsche Sprache und der Verein für Deutsche Kulturbeziehungen im Ausland den Anstoß zu einer entsprechenden Unterschriftenaktion gaben. Laut Boulevardzeitung Bild wurden dem damaligen Bundestagspräsidenten Norbert Lammert durch die beiden Vereine 46.317 Unterschriften überreicht. Bild unterstützte die Aktion.

### Initiative „Deutsch ins Grundgesetz“
Betreiber der die Grundgesetzänderung befürwortenden Kampagne Deutsch ins Grundgesetz sind die Sprachpflegerzeitung Deutsche Sprachwelt und der die Zeitung herausgebende gemeinnützige Verein für Sprachpflege. Die Initiatoren fordern, Art. 22 GG um einen Absatz 3 mit dem Inhalt: „Die Sprache der Bundesrepublik Deutschland ist Deutsch.“ zu ergänzen. Zu dem Zweck wird eine Petitionsseite unterhalten, über die eine die Initiative begleitende Petition an den Bundestag ausgedruckt werden kann. Seit Juni 2018 besteht dort ferner die Möglichkeit des elektronischen Mitzeichnens der Eingabe. Zu den Unterstützern der Petition gehören Josef Kraus, Präsident des Deutschen Lehrerverbandes von 1987 bis 2017, und der ehemalige Präsident des Umweltbundesamtes Andreas Troge.

### Begründung für Grundgesetzänderung
Als Begründung für das Bewerben des Deutschen als geschützter Staatssprache nennt Deutsch ins Grundgesetz eine solche Gesetzesänderung als wichtig für die „Wertschätzung unserer Sprache“, als „Aufruf zur Integration“, eine „Achtung der Sprache“ erwirkend. Zudem werde so der mehrheitliche „Volkswille“ umgesetzt. Die Verankerung der deutschen Sprache im Grundgesetz würde „die Sonderrolle der Bundesrepublik beenden, als einziges deutschsprachiges Land nicht die deutsche Sprache in der Verfassung zu nennen“ (siehe hierzu auch: Deutsche Sprache in anderen Ländern), teilt die Initiative auf ihrer Petitionsseite mit. Laut Holger Klatte vom Verein deutsche Sprache betont die Ergänzung des Grundgesetzartikels 22 „die herausragende Stellung des Deutschen als grundsätzliches Verständigungsmittel in unserer Gesellschaft“.

### Öffentliche Stimmen für die Ergänzung des Grundgesetzes
Die CDU forderte 2008 auf ihrem Parteitag, die deutsche Sprache im Grundgesetz zu verankern. Nach der Unterschriftenaktion 2010 äußerten sich Hartmut Koschyk (CDU), Peter Friedrich, Sebastian Edathy (beide SPD), der seinerzeitige bayerische Umweltminister Markus Söder und Alexander Dobrindt (beide CSU) entsprechend.
2015 begründete der Deutsche Kulturrat dieselbe Forderung mit der Funktion der Sprache als „wesentliches kulturelles Bindeglied in Deutschland“, dem „eine besondere Beachtung“ beigemessen werden solle.
Auf ihrem Essener Parteitag 2016 beschloss die CDU eine identische wie die von der Initiative Deutsch ins Grundgesetz geforderte Ergänzung des Grundgesetzes als Parteiziel. Der CDU-Bundestagsabgeordnete Volkmar Klein äußerte im Juni 2018 auf „abgeordnetenwatch.de“ dementsprechend, dass er das Anliegen des Vereins für Sprachpflege unterstützt. Weitere Unterstützer sind Monika Grütters (CDU), Wolfgang Thierse (SPD), der frühere Bundestagspräsident Norbert Lammert (CDU) und Stephan Brandner (AfD).
Zum Tag der deutschen Sprache am 8. September 2018 plädierten einen Tag zuvor der ehemalige Präsident des Deutschen Lehrerverbandes Josef Kraus, Uta Seewald-Heeg (Präsidentin der Neuen Fruchtbringenden Gesellschaft), Andreas Troge sowie der Kieler Gastwirt Andrew Onuegbu dafür, die deutsche Sprache im Grundgesetz festzuschreiben.

### Öffentliche Stimmen gegen die Ergänzung des Grundgesetzes
Bundeskanzlerin Angela Merkel (CDU) kritisierte 2008 den damaligen Vorstoß ihrer Partei für die Aufnahme des Deutschen ins Grundgesetz. Das Festschreiben zahlreicher Anliegen mit Verfassungsrang trage die Gefahr einer Inflation mit sich. Auch die Türkische Gemeinde und Teile von SPD, FDP, Grünen sowie der damalige CSU-Generalsekretär Karl-Theodor zu Guttenberg und der damalige NRW-Familienminister Armin Laschet (CDU) übten Kritik an dem CDU-Beschluss. Der Sprachenexperte Rolf C. Peter sieht Sprache sich lediglich „verändern“ und betrachtet das Anliegen der Grundgesetzergänzung durch die Benennung der Staatssprache als auf einem „Aberglauben“ basierend, wobei „mit jedem neuen Fremdwort der Untergang der deutschen Sprache prophezeit“ werde.
Während der Bundestagsdebatte am 2. März 2018 hielt der ostfriesische SPD-Abgeordnete Johann Saathoff eine Rede teilweise auf Platt, in der er die Forderung der AfD zurückwies, Deutsch als Landessprache im Grundgesetz festzuschreiben. Er betonte, dass Deutschland durch andere Sprachen nicht ärmer, sondern reicher werde: „Düütschland word neet armer dör anner Spraken, Düütschland word rieker.“

## Medien
Die taz veröffentlichte am 2. Dezember 2008 ein Pro und Contra zur Aufnahme der deutschen Sprache ins Grundgesetz. Der Journalist Bastian Sick schrieb in Spiegel Online in seiner Zwiebelfisch-Kolumne am 3. Dezember 2008 eine satirische Abhandlung zu dem Vorstoß der CDU und der Kritik daran aus den eigenen Reihen.

## Status quo

### Gesetzgebung in Deutschland

#### Grundgesetz und Verwaltungsgesetze
Das Grundgesetz und sämtliche Bundes- und Landesgesetze sind in deutscher Sprache geschrieben. Einige Erlasse wurden allerdings auch in anerkannte Minderheitensprachen übersetzt, so die mecklenburg-vorpommersche Landesverfassung und das schleswig-holsteinische Friesisch-Gesetz. Eine grundgesetzliche Festschreibung als Staats- oder Landessprache gibt es darüber hinaus nicht. Laut § 23 Abs. 1 Verwaltungsverfahrensgesetz (VwVfG) ist Deutsch die Amtssprache bei der Ausübung einer bestimmten Gruppe des Bundesrechts. In anderen Bereichen der Ausübung von Bundesrecht gelten analoge Regelungen. Auch die Landesverwaltungsverfahrensgesetze bestimmen Deutsch zur Amtssprache in Angelegenheiten der Länder. Gänzlich auf Amtssprachenregelungen verzichten Berlin, Rheinland-Pfalz und Sachsen-Anhalt.

#### Weitere Sprachen in Deutschland
Zusätzlich sind in der Bundesrepublik Deutschland gebietsbezogen die laut Europäischer Charta geschützten Minderheitensprachen Dänisch, Nordfriesisch, Saterfriesisch, Romanes, Obersorbisch und Niedersorbisch sowie (im Sprachgebiet nicht flächendeckend) die Regionalsprache Niederdeutsches Platt für die Verwendung im Schulunterricht, bei behördlichen Vorgängen, kulturellen Veranstaltungen sowie im sozialen und wirtschaftlichen Leben zugelassen. Ähnliches gilt durch das Behindertengleichstellungsgesetz (BGG) auch für die Deutsche Gebärdensprache (DGS).
→ Hauptartikel: Amtssprachen innerhalb Deutschlands; Minderheitensprachen in Deutschland

#### Bundestag
Am 2. März 2006 erschien die Ausarbeitung „Sprache im Grundgesetz“, verfasst vom Fachbereich III Verfassung und Verwaltung des Deutschen Bundestages. Am 7. November 2011 stieß die im Petitionsausschuss behandelte Petition für die Grundgesetzänderung auf Reserviertheit. Ferner wurde über eine Petition mit gegenteiligem Anliegen debattiert. Der Ausschuss konnte sich dabei keine einhellige Meinung bilden. 2018, ebenfalls am 2. März, war das Thema Aufnahme der deutschen Sprache ins Grundgesetz Gegenstand der parlamentarischen Arbeit des Bundestages. Der von der AfD-Fraktion eingebrachte Gesetzesentwurf stieß trotz ähnlicher Forderungen aus der CDU/CSU auch auf Widerspruch aus allen anderen Fraktionen. Er wurde an den zuständigen Innenausschuss, den Ausschuss für Bildung, Forschung und Technikfolgenabschätzung sowie den Ausschuss für Kultur und Medien überwiesen. Die parlamentarische Abhandlung des Themas befindet sich seither in der Schwebe. (Stand: 10. Oktober 2019)

### Deutsche Sprache in anderen Ländern
- In Österreich ist die deutsche Sprache, zusammen mit Minderheitensprachen, in Artikel 8 des Bundes-Verfassungsgesetzes B-VG festgeschrieben.[45]
- Die Bundesverfassung der mehrsprachigen Schweiz zählt die vier Landessprachen, Französisch, Italienisch, Rätoromanisch und Deutsch, in Artikel 4 auf.[46] Die Verfassungen mehrsprachiger Kantone haben seit alters Artikel betreffend die Amtssprachen; in einsprachigen Kantonen hingegen wurden entsprechende Bestimmungen erst in jüngerer und jüngster Zeit eingeführt (im Kanton Zürich beispielsweise mit der neuen Verfassung von 2005).
- In Liechtenstein ist Deutsch laut Artikel 6 der Verfassung Staats- und Amtssprache.[47]
- In Luxemburg delegiert die Verfassung die Regelung des amtlichen Sprachgebrauchs seit 1948 auf die Gesetzesstufe. Laut Gesetz von 1984 sind die drei Sprachen Deutsch, Französisch und Luxemburgisch in behördlicher Verwendung und beim Umgang mit Behörden gleichgestellt,[48] wobei Luxemburgisch Nationalsprache und Französisch Gesetzessprache ist.[49]
- Belgien bestimmt in Artikel 4 seiner Verfassung vier Sprachgebiete mit insgesamt drei Amtssprachen (s.auch: [50]) und garantiert die Freiheit des Gebrauchs der im Land gesprochenen Sprachen in Artikel 30.[51]
- Das Sonderstatut für Trentino-Südtirol (Artikel 99) regelt in Italien die Gleichstellung der deutschen und der italienischen Sprache in der Provinz Bozen.[52]
- Frankreich: Im Elsass und in Lothringen werden deutsche Mundarten gesprochen. Trotz der vom Europarat vorgegebenen Europäischen Charta der Regional- oder Minderheitensprachen und des EU-Schutzes für nationale Minderheiten und ihre Kultur mussten die in Straßburg verlegten Dernières Nouvelles d’Alsace (DNA; Elsässische Neueste Nachrichten) aufgrund restriktiver französischer Sprachpolitik 2012 die deutsch- bzw. zweisprachige Druckausgabe einstellen und veröffentlichen seither noch online einige Artikel auf Deutsch.[53]
- Die deutsche Minderheit in Dänemark[54] ist die einzige in Dänemark entsprechend der Rahmenkonvention des Europarates zum Schutz nationaler Minderheiten und durch die Charta zum Schutz von Regional- und Minderheitensprachen anerkannte Minderheit; die Minderheitensprachen Färöisch und Grönländisch genießen den Status regionaler Amtssprachen.
- In Rumänien siedeln seit Jahrhunderten verschiedene Volksgruppen. Seit dem Ende des Sozialismus Anfang der 1990er Jahre erfahren auch die Minderheitenrechte z. B. der Banater Schwaben und der Siebenbürger Sachsen einen Aufschwung.[55]
- In Namibia, der ehemaligen deutschen Kolonie Deutsch-Südwestafrika, werden neben verschiedenen Bantu- und Khoisansprachen auch die westgermanischen Sprachen Afrikaans, Englisch und Deutsch (vgl. Deutsche Sprache in Namibia) gesprochen. Alleinige Amtssprache ist heute das Englische,[56] das nach der Volkszählung 2011 in 3,4 % der Haushalte überwiegend gesprochen wird.[57] Die Verfassung sieht vor, dass lokal, bei beträchtlicher Zahl von Sprechern, auch in anderen Sprachen als auf Englisch Gesetzestexte, Verwaltungsentscheidungen und gerichtliche Urteile veröffentlicht werden dürfen.[58]